# Camille Wolff
Pour les articles homonymes, voir Wolff.
Camille Wolff est un résistant et un homme politique français né le 31 janvier 1908 et décédé le 2 février 1959 à Strasbourg.

## Biographie
Élu député sur la liste gaulliste conduite par Pierre Clostermann dans le Bas-Rhin, il siège au groupe de l'Union démocratique et socialiste de la Résistance. Il appartient à l'aile gaulliste la plus inconditionnelle de ce parti, se heurtant alors, notamment, à François Mitterrand. Il quitte l'UDSR en 1949 quand le courant gaulliste de ce parti décide de ne plus pratiquer la double appartenance entre l'UDSR et le Rassemblement du peuple français, et rejoint alors le groupe de l'Action démocratique et sociale.
C'est sous cette nouvelle étiquette RPF, mais toujours sur une liste conduite par Pierre Clostermann, qu'il est réélu député en 1951. Camille Wolff présida également l’Amicale des anciens internés des camps de Schirmeck et du Struthof.

## Mandats comme député
- élu du Bas-Rhin sous l'étiquette de l'Union démocratique et socialiste de la Résistance du 10 novembre 1946 au 4 juillet 1951[1]
- élu du Bas-Rhin sous l'étiquette du Rassemblement du peuple français du 17 juin 1951 au 1er décembre 1955